# Донецький фізико-технічний інститут імені О. О. Галкіна НАН України

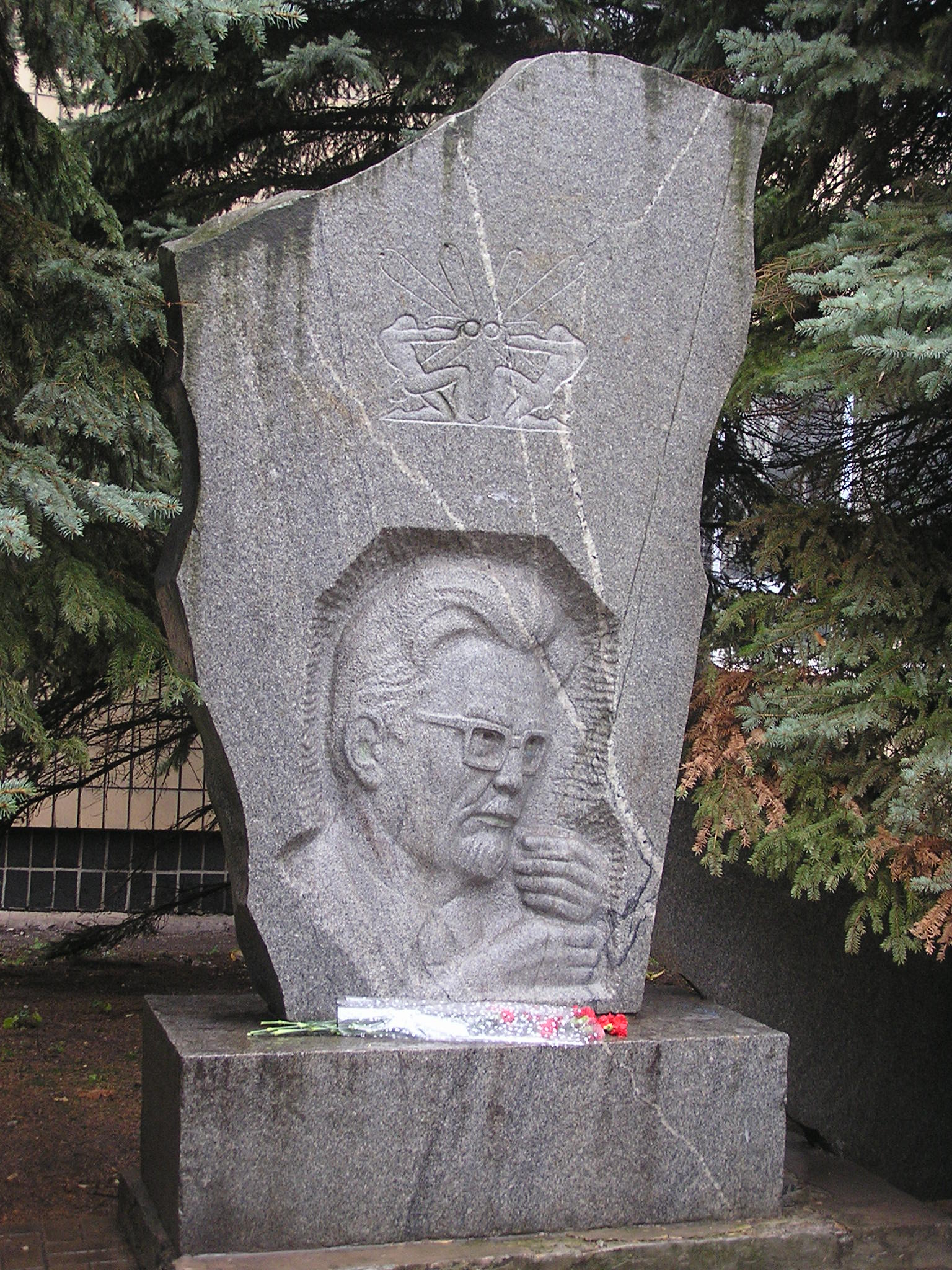
Пам'ятник Галкіну в Донецьку

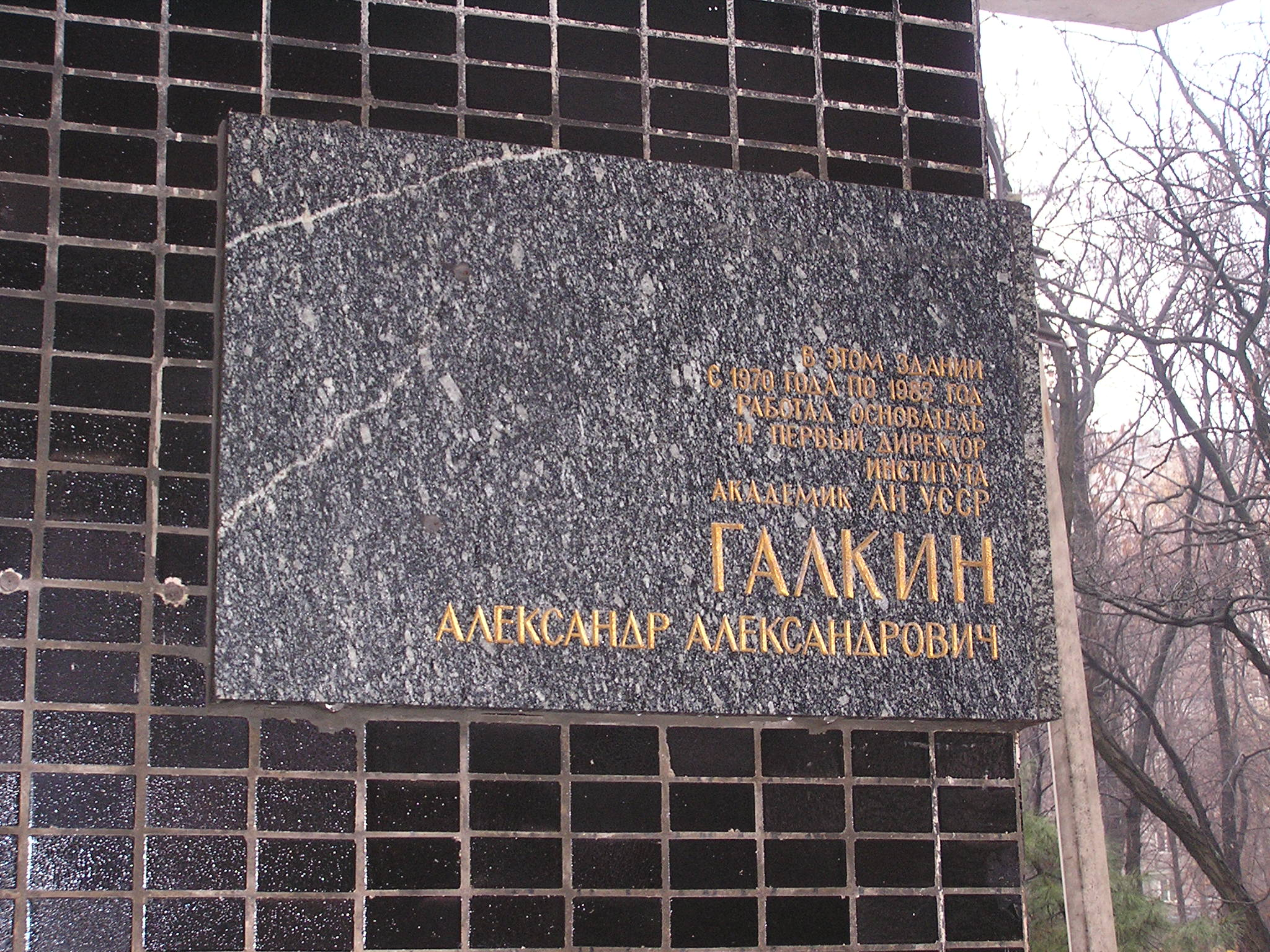
Меморіальна дошка на ДонФТІ

Донецький фізико-технічний інститут імені О. О. Галкіна Національної академії наук України — науково-дослідний інститут, створений у 1965 році. Інститут проводить фундаментальні та прикладні дослідження у двох напрямах: фізика твердого тіла в екстремальних умовах та фізика і технологія перспективних конструкційних і функціональних матеріалів.

## Історія
За ініціативою Олександра Олександровича Галкіна провідні вчені Донецького фізико-технічного інституту викладали на фізичному факультеті Донецького державного університету і готували нові кадри для інституту. Сам Галкін також був професором Донецького державного університету.
У 1994 році Донецькому фізико-технічному інституту було присвоєно ім'я Олександра Олександровича Галкіна. На будівлі інституту на його честь встановлено меморіальну дошку. Біля інституту встановлено пам'ятник Галкіну.
Інститут розташовувався в Донецьку. Після російської збройної агресії на сході України був переміщений до Києва.

## Наукові школи
У Донецькому фізико-технічному інституті сформувалося п'ять наукових шкіл, які отримали світове визнання:
- Школа фізики високих тисків і спектроскопії твердих тіл. Засновник школи — Галкін Олександр Олександрович.
- Школа теорії магнетизму. Засновник школи — Бар'яхтар Віктор Григорович
- Школа мезоскопічних явищ у твердих тілах. Засновник школи — Архаров Володимир Іванович
- Школа теорії динаміки і дефектів решітки та біофізики. Засновник школи — Кирило Борисович Толпиго
- Школа фізики фазових перетворень в екстремальних умовах. Засновник школи — Завадський Едвальд Абрамович

## Провідні науковці
- Дацько Олег Іванович
- працював член-кореспондент АН УРСР Береснєв Борис Іванович
- працював професор Свистунов Володимир Михайлович